# كارستن سميث (محامي)
كارستن سميث (بالنرويجية البوكمول: Carsten Smith)‏ هو محامي نرويجي، ولد في 20 أبريل 1817، وتوفي في 11 مارس 1884.